# MGM-29 Sergeant

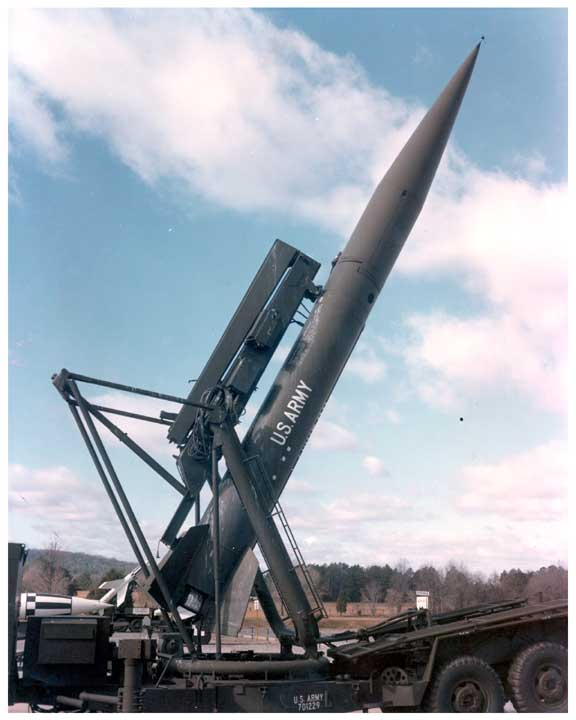
MGM-29 Sergeant

MGM-29 Sergeant byla americká balistická raketa krátkého dosahu (tzv. SRBM), vyvinutá v JPL (Jet Propulsion Laboratory). Podle amerického kódového označení z roku 1962 šlo o balistickou střelu odpalovanou z mobilního prostředku (vozidla) určenou k ničení povrchových cílů. Mohla nést jadernou hlavici.

## Popis

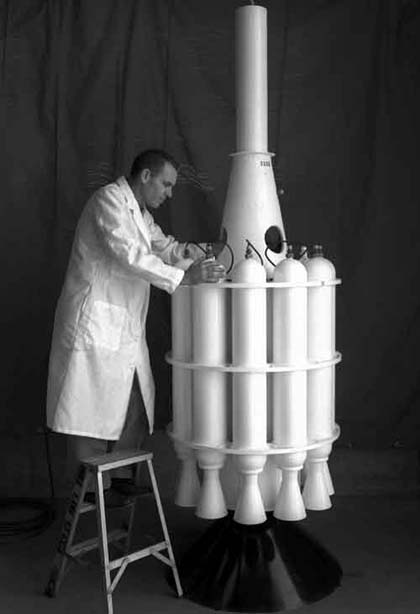
Druhý stupeň rakety Juno I

Pohon zajišťoval motor na tuhé pohonné látky. Do služby u armády Spojených států byla zařazena v roce 1962, ale její vývoj probíhal již od roku 1948. Hlavice byla buď standardní termonukleární W52, nebo vysoce explozivní konvenční. Ze služby byla vyřazena v roce 1977, kdy ji nahradila MGM-52 Lance. Střela dokázala vyvinout počáteční tah až 200 kN, hmotnost činila 4530 kg, průměr střely byl 0,79 metru, délka 10,52 metrů a rozpětí křidélek 1,8 metru. Minimální dolet rakety byl 40 km (25 mil) a maximální 135 km (84 mil).
Společnost Thiokol vyvinula na základě rakety Sergeant raketový stupeň Castor, který byl zpočátku použit jako druhý stupeň rakety Scout a později se dočkal širokého uplatnění jako pomocný startovací motor pro mnoho typů raket (Delta, Thor, Atlas IIAS). Zmenšená varianta rakety o délce 1 metr byla použita na vyšších stupních raket Juno I a Juno II. Druhý stupeň býval tvořen 11 raketami, třetí byl sestaven ze tří raket a poslední čtvrtý stupeň byla pouze jediná raketa Sargeant. Zmenšená raketa byla používána až do počátku 90. let jako horní stupeň různých testovacích a výzkumných raket.

## Specifikace
Specifikace zmenšené varianty pro kosmické použití:
- Délka: 1 metr
- Průměr: 0,30 metru
- Hmotnost (prázdná): 21 kg
- Hmotnost (vzletová): 42 kg
- Tah (vakuum): 6,66 kN
- Tah (hladina moře): ~6 kN
- Specifický impuls (vakuum): 2100 N.s/kg (214 sekund)
- Specifický impuls (hladina moře): 2310 N.s/kg (235 sekund)